# 京都地方裁判所
京都地方裁判所（きょうとちほうさいばんしょ）は、京都府京都市にある日本の地方裁判所の一つで、京都府を管轄している。略称は、京都地裁（きょうとちさい）。
京都府を管轄下に置く京都地方裁判所には、京都市中京区に置かれている本庁のほか、園部（南丹市）、宮津市、舞鶴市、福知山市の4市に地方裁判所と家庭裁判所の支部を設置しているほか、前述の5箇所にくわえ京都市伏見区、右京区、向日市、木津（木津川市）、宇治市、亀岡市、京丹後市の7箇所を加えた12箇所に簡易裁判所を設置している。また京都第一、京都第二、宮津、舞鶴の4つの検察審査会も設置されている。
本庁は、裁判部門として民事訟廷事務室と第１から第７民事部まででなる民事部と、刑事訟廷事務室・令状係と第１から第３刑事部まででなる刑事部、司法行政部門として総務課、人事課、経理課、出納課からなる事務局で構成される。
1872年に京都府庁に設置された府県裁判所が前身で、1876年に地方裁判所の体系に改められた。1873年には仮庁舎に京都御所の建礼門の前にあった有栖川宮旧邸が使用されることとなり、1880年に現在地へ移転した。仮庁舎は1891年に移築され、所長の宿舎として2007年まで使用された。

## 所在地
- 本庁：京都府京都市中京区丸太町通柳馬場東入菊屋町　北緯35度1分0秒 東経135度45分52秒 / 北緯35.01667度 東経135.76444度
京都市営地下鉄烏丸線 丸太町駅下車東へ徒歩5分
京都市営バス「裁判所前」バス停下車すぐ
京阪鴨東線 神宮丸太町駅下車西へ徒歩10分
- 園部支部：京都府南丹市園部町小桜町30　北緯35度6分29.1秒 東経135度28分12.6秒 / 北緯35.108083度 東経135.470167度
JR西日本山陰線 園部駅西口から京阪京都交通バス(JR亀岡駅行き又は福住行き)乗車(乗車時間約5分)市役所前下車徒歩約3分
園部駅からJRバス(福知山行き又は桧山行き)乗車(乗車時間約5分)園部宮町又は園部大橋下車徒歩約5分
園部駅西口からぐるりんバス(専門学校前経由循環)乗車(乗車時間約5分)市役所前下車徒歩約2分)
- 宮津支部：京都府宮津市島崎2043番地1　北緯35度32分11秒 東経135度11分46.4秒 / 北緯35.53639度 東経135.196222度
京都丹後鉄道宮津駅下車東へ徒歩8分
- 舞鶴支部：京都府舞鶴市南田辺南裏町149　北緯35度26分37.9秒 東経135度19分44.8秒 / 北緯35.443861度 東経135.329111度
JR西日本舞鶴線、北近畿タンゴ鉄道 西舞鶴駅下車北へ徒歩5分
- 福知山支部：京都府福知山市内記9　北緯35度17分50秒 東経135度7分41.1秒 / 北緯35.29722度 東経135.128083度
JR西日本山陰線、福知山線、京都丹後鉄道福知山駅下車東へ徒歩15分

## 管轄
本庁
- 京都市、宇治市、城陽市、向日市、長岡京市、八幡市、京田辺市、南丹市（美山地域に限る）、木津川市、乙訓郡大山崎町、久世郡久御山町、綴喜郡井手町、宇治田原町、相楽郡笠置町、和束町、精華町、南山城村

園部支部
- 亀岡市、南丹市（美山地域を除く）、船井郡京丹波町

宮津支部
- 宮津市、京丹後市、与謝郡伊根町、与謝野町

舞鶴支部
- 舞鶴市

福知山支部
- 福知山市、綾部市

※ただし、行政事件、園部支部管内の執行事件（不動産競売）と合議事件と少年事件は本庁で、宮津・福知山の各支部の合議事件と少年事件は舞鶴支部でそれぞれ取り扱う。

## 歴代所長
- 牧野菊之助
- 和仁貞吉
- 石田寿
- 田畑豊（1997年 - 2001年 退官）
- 中田昭孝（2001年 - 2002年 大阪高等裁判所部総括判事）
- 大山隆司（2002年 - 2005年5月 大阪地方裁判所所長）
- 那須彰（2005年5月 - 2007年3月 退官、関西大学教授）
- 吉野孝義（2007年3月 - 2010年1月 大阪地方裁判所所長）
- 松本芳希（2010年1月 - 2011年9月 大阪高等裁判所部総括判事）
- 菊池洋一（2011年9月 - 2013年6月 東京高等裁判所部総括判事）
- 並木正男（2013年6月 - 2014年8月 大阪高等裁判所部総括判事）
- 小久保孝雄（2014年8月 - 2016年5月 高松高等裁判所長官）
- 石井寛明（2016年5月 - 2018年11月 大阪高等裁判所部総括判事）
- 小西義博（2018年11月 - 2019年12月 大阪高等裁判所部総括判事）
- 松田亨 (2019年12月 - 2021年10月 定年退官)
- 北川清 (2021年10月 - 2023年5月 依願退官[6])
- 川畑正文（2023年5月 - [7]）